# Ingres
Ingres je sistem za upravljanje relacijskih zbirk podatkov, ki ga je ustvarilo podjetje Computer Associates, ki je bilo prej last podjetja Ingres.